# 朱我农
朱我农，名有畇。中国教育家，中华民国政治人物。朱經農、朱硯農、朱毅農（朱畹）的兄長。
1924年，担任北京交通大学校长；1927年离职。五卅运动中，被公推为北京教职工联合会主席。

## 作品
- 譯作《毒菌學者》（The Death-Doctor (1912) ），惠霖勞克（英语：William Le Queux）（威廉·勒·丘）作，1917年6月商务印书馆出版